# Julius Höfer
Julius Höfer (* 12. März 1992 in Augsburg) ist ein deutscher Volleyball- und Beachvolleyballspieler.

## Karriere Hallenvolleyball
Nach der Jugendausbildung beim TSV Steingaden wechselte Höfer 2006 zum VCO Kempfenhausen, um dort mit der Landesauswahl täglich unter Trainer Peter Meyndt zu trainieren. Nach dem Abitur 2011 folgte ein Stipendium an der California State University, Northridge. Seit 2012 spielte Höfer für den TSV Herrsching, seit der Saison 2014/15 in der 1. Bundesliga. In den Jahren 2013 und 2014 wurde Höfer mit der WG München Europameister der Studenten im Hallenvolleyball. Im Jahr 2017 wechselte er zum TSV Grafing, der in der 2. Volleyball-Bundesliga spielt.

## Karriere Beachvolleyball
Im Jahr 2014 spielte Julius Höfer in Nürnberg mit Max Hauser sein erstes Turnier in der höchsten deutschen Serie und erreichte den fünften Platz. In den folgenden Jahren spielte Höfer überwiegend mit Benedikt Doranth, mit dem er sich 2016 und 2017 für die deutsche Meisterschaft qualifizierte.